# Toyota HiMedic
Toyota HiMedic (яп. トヨタ・ハイメディック, Toyota Haimedikku) — це варіант Toyota HiAce, створений для використання як автомобіль швидкої допомоги. Виробництво транспортного засобу здійснюється компанією Toyota від 1992 року, а переобладнанням заводської машини для швидкої допомоги займається підрозділ Conversion Business Unit компанії Toyota Customizing & Development.
За словами компанії, автомобілі назвали HiMedic, оскільки в них перевозяться складні медичні пристрої.

## Перше покоління (H100)
Перше покоління HiMedic, створене на базі Toyota Hiace (H100), було випущено в травні 1992 року на заводі Toyota Technocraft в Йокогамі. Продажі почалися в червні того ж року. Перший HiMedic був сертифікований Агентством з пожежної безпеки та ліквідації наслідків стихійних лих як "швидка допомога високого стандарту". У лютому 1998 року було виготовлено 1000-й HiMedic.
HiMedic H100 мав високий дах і оснащувався 4,0-літровим двигуном 1UZ-FE V8, спільним з Celsior.

### Toyota HiMedic (XH10)
Заснований на Toyota Hiace XH10, цей варіант почали виробляти на заводі Gifu Autobody в травні 1997 року.
У листопаді 2004 року Toyota Technocraft оголосила, що було вироблено 3000-й HiMedic. У жовтні 2007 року було виготовлено 4000-й HiMedic.